# Hans-Peter Hempel
Hans-Peter Hempel (* 1. November 1934 in Hannover; † 14. Juli 2024) war ein deutscher Politologe, Yogalehrer und Buchautor.

## Leben
Hans-Peter Hempel war Sohn einer deutschen Mutter und eines ihm unbekannten indischen Vaters. Die ersten Jahre seines Lebens verbrachte er in einem katholischen Waisenhaus in Hannover. Im Alter von fünf Jahren wurde er in die Familie seines in Berlin lebenden Stiefvaters Felix Hempel aufgenommen. Die Bombardierungen Berlins im Zweiten Weltkrieg sowie die eigene Vaterlosigkeit beschrieb er als prägende Erlebnisse seiner Kindheit. Beeinflusst durch die Lektüre der Schriften Albert Schweitzers begann er mit sechzehn Jahren am Evangelischen Wald-Krankenhaus in Berlin-Spandau eine Ausbildung als Krankenpfleger. Später wechselte er ans Jüdische Krankenhaus Berlin. Nach der Ausbildung studierte er Politologie am Institut für politische Wissenschaften der FU Berlin (dem späteren Otto-Suhr-Institut). Er wurde Mitglied der SPD und engagierte sich in Gewerkschaften. 1967 war er persönlicher Referent von Heinrich Albertz, der zu dieser Zeit Regierender Bürgermeister von Berlin war. Nach dem Rücktritt von Albertz baute Hempel ab 1968 an der TU Berlin  zunächst die Pressestelle auf. Später wurde er Referatsleiter für Auslandsbeziehungen an der TU Berlin und unterrichtete dort als Lehrbeauftragter ab Anfang der 1990er Jahre Politologie (bis 2010).
Seit Mitte der 1970er Jahre hielt Hempel regelmäßig politologische und philosophische Vorträge an der Berliner Lessing-Hochschule.
Nach einer persönlichen Krise machte er eine Rolfing-Ausbildung, wurde dann aber Yogalehrer, da er zur Auffassung gelangt war, dass selbstständig praktizierte Körperübungen (Asanas) Blockaden nachhaltiger lösen können. Von 1990 bis 2020 unterrichtete er in seiner privaten Schule Zen-Yoga, einen von ihm selbst weiterentwickelten Hatha-Yoga-Stil. Von 1991 bis 2018 gab er zusätzlich Yoga-Kurse an der TU Berlin.
Hempel veröffentlichte Bücher zu philosophischen und politischen Themen, unter anderem eine Studie zu „Heidegger und Zen“ (1987) sowie zum Yoga, darunter mehrere Einführungen in die Philosophie des Zen-Yoga.
Rüdiger Safranski widmete ihm sein Buch „Zeit. Was sie mit uns macht und was wir aus ihr machen“ (2015).
Hans-Peter Hempel war Vater von vier Kindern. Sein Grab befindet sich auf dem Friedhof Wilmersdorf. 

## Werke
- Natur und Geschichte. Der Jahrhundertdialog zwischen Heidegger und Heisenberg, Verlag Anton Hain, Frankfurt am Main 1990, ISBN 3-445-09242-7.
- Heideggers Weg aus der Gefahr, Gmeiner-Verlag, Meßkirch 1993, ISBN 978-3-926633-31-6.
- Was lehrt Zen?, Beltz Athenäum, Weinheim 1995, ISBN 978-3-8954-7070-7.
- Heidegger und Zen, 4. ergänzte Auflage, Philo-Verlag, Berlin/Wien 2002 (erste Auflage 1987), ISBN 3-8257-0297-9.
- Alle Menschen sind Buddha: Der Weg des Zen, Reclam, Leipzig 2002, ISBN 3-379-20032-8.
- Im Hier und Jetzt: Unterweisungen im Zen-Yoga, Reclam, Leipzig 2002, ISBN 3-379-20031-X.
- Machbarkeitswahn und Daseinsgefräßigkeit im biotechnischen Zeitalter, Philo-Verlag, Berlin/Wien 2003, ISBN 978-3-8257-0269-4 (früher: 3-8257-0269-3).
- Fortschrittseuphorie und Machtwahn, Königshausen & Neumann, Würzburg 2009, ISBN 978-3-8260-4120-4.
- Heideggers Holzwege, Königshausen & Neumann, Würzburg 2011, ISBN 978-3-8260-4443-4.
- Demokratie als Lebensform. Das Volk ist permanent konstituierend. Studien, Königshausen & Neumann, Würzburg 2012, ISBN 978-3-8260-4668-1.
- Zen-Yoga. Unterweisungen zu einem Weg der Befreiung, Theseus-Verlag, Bielefeld 2013, ISBN 978-3-89901-708-3.